# Republikken Tjuvasjien
Republikken Tjuvasjien (russisk: Чувашская Республика, tr. Tjuvasjskaja Respublika; tjuvasisk: Чăваш Республики, tr. Tjǎvasj Respubliki) er en af 21 autonome republikker i Den Russiske Føderation og hjemstedet for det tjuvasjiske folk. Republikkens areal er 18.343 km² med en befolkning på 1.167.061 (2024) indbyggere. Republikkens hovedstad, der ligger ved floden Volga, er Tjeboksary med 497.061 (2025) indbyggere. Den næststørste by i republikken er Novotjeboksarsk, der har 120.361 (2025) indbyggere.

## Geografi
Tsjuvasjia ligger centralt i den europæiske del af Rusland, midt mellem byerne Nizjnij Novgorod og Kazan. Republikken er ikke stor, men er en at de tættest befolkede regioner i den russiske føderation med en befolkning på 1,27 millioner mennesker.
Republikken grænser i nord og vest til floden Volga, til Republikken Mari El i nord og Nizjnij Novgorod oblast i vest. I syd grænser republikken til Republikken Mordovija og Uljanovsk oblast, og Republikken Tatarstan i øst. Hovedstaden Tjeboksary ligger ved bredden af Volga, omkring 650 km øst for Moskva.
Tjuvasjiens centrale beliggenhed giver virksomheder i republikken adgang til nogle af de mest industrialiserede regioner i landet. Det meste af republikken er landlig, med industrielle centre omkring de store byer i nord ved bredden af Volga. Skove, især mod syd, langs bredden af Surafloden, dækker omkring 30% af arealet.

## Demografi
Befolkningen i republikken i henhold til statens Statistiske Komité Rusland er 1.238.071 mennesker. (2015). Befolkningstætheden er 67,5 personer/km² (2015). Bybefolkningen uudgør 60,7% (2015).

### Etnisk sammensætning
Ifølge folktællinge i 2010 udgør tjuvasjere mere end to tredjedele (814.800; 67,7%) og russere mere end en fjerdedel (323.300; 26,9%) I Tjuvasjien er der 1.727 større og mindre landsbyer, hvor der næsten udelukkende bor tjuvasjere. I de største byer bor ud over tjuvasjere og russere også tatarer, mordvinere, ukrainere og mariere.

### Sprog
I byerne er russisk det mest anvendte sprog, på landet er tjuvasjisk mere udbredt.

## Administrativ inddeling
Tjuvasjien er inddelt i 21 rajoner:
1. Alátyrskij (Алатырский)
2. Alikovskij (Аликовский)
3. Batyrevskij (Батыревский)
4. Ibresinskij (Ибресинский)
5. Jadrinskij (Ядринский)
6. Jaltsjikskij (Яльчикский)
7. Jantikovskij (Янтиковский)
8. Kanasjskij (Канашский)
9. Komsomolskij (Комсомольский)
10. Kozlovskij (Козловский)
11. Krasnoarmejskij (Красноармейский)
12. Krasnotsjetajskij (Красночетайский)
13. Mariinsko-Posadskij (Мариинско-Посадский)
14. Morgausjskij (Моргаушский)
15. Poretskij (Порецкий)
16. Sjemursjinskij (Шемуршинский)
17. Sjumerlinskij (Шумерлинский)
18. Tsivilskij (Цивильский)
19. Tsjeboksarskij (Чебоксарский)
20. Urmarskij (Урмарский)
21. Vurnarskij (Вурнарский)

### Byer
De største byer i Tjuvasjien er:
| By                     | russisk navn     | tjuvasisk navn  | Indbyggertal (2015 anslået) | De 12 største byers beliggenhed |
| ---------------------- | ---------------- | --------------- | --------------------------- | ------------------------------- |
| Tjeboksary (hovedstad) | Чебоксары        | Sjupasjkár      | 473.895                     |                                 |
| Novotjeboksarsk        | Новочебоксарск   | Ҫӗnӗ Sjupasjkar | 124.869                     |                                 |
| Kanasj                 | Канаш            | Kanasj          | 45.734                      |                                 |
| Alatyr                 | Алатырь          | Ulatӑr          | 36.123                      |                                 |
| Sjumerlja              | Шумерля          |                 | 30.347                      |                                 |
| Tsivilsk               | Цивильск         | Ҫӗrpӳ           | 13.708                      |                                 |
| Kugesi                 | Кугеси           | Kӳkeç           | 12.400                      |                                 |
| Vurnary                | Вурнары          | Vǎrnar          | 9.739                       |                                 |
| Kozlovka               | Козловка         | Kuslavkka       | 9.335                       |                                 |
| Jadrin                 | Ядрин            | Etěrne          | 8.691                       |                                 |
| Mariinskij Posad       | Мариинский Посад | Sěntěrvǎrri     | 8.772                       |                                 |
| Ibresi                 | Ибреси           | Jěpreç          | 7.881                       |                                 |